# Станко Кешишев
Станко Стоянов Кешишев, известен като Кукурданския цар, е български революционер, деец на Вътрешната македоно-одринска революционна организация.

## Биография
Станко Кешишев е роден на 10 октомври 1872 година или в 1874 година в село Ковчаз, Лозенградско, Османската империя, днес Турция. Получава начално образование.
В 1903 година Кешишев става нелегален четник в организационната чета на ВМОРО, начело с Лазар Маджаров и с подвойвода Янко Стоянов. Кешишев е четник в четата до разформироването ѝ и с нея участва в Илинденско-Преображенското въстание през лятото на 1903 година. Сражава се при Пирок и Турско Кадиево. Известен е с точната си стрелба. Ива заслуги за унищожаването на разбойническата банда на Ахмед Айтозлията и куруджията Юсмен от село Харманлия.
След въстанието продължава да се занимава с революционна дейност. В 1905 година влиза в четата на капитан Стамат Икономов, която се сформира в село Крушевец, Бургаско. С нея навлиза в османска Тракия и изпълнява организационни задачи.
В 1913 година напуска Източна Тракия и се установява в село Евренозово, Малкотърновско.
Участва в Първата световна война. В 1923 година по време на Септемврийското въстание участва в неуспешния опит за въстание в Малкотърновско. Ятак е на нелегалния Петър Димитров Дражев.
На 17 март 1943 година като жител на Евренозово подава молба за българска народна пенсия, като „търпял лишения и несгоди, само да може да помогне на братята българи“. Свидетели на молбата са Анастас Попкойчев от Чаглаик, Димитър Христов от Пирок и Иван Д. Бакърджиев от Терзидере, всички жители на Евренозово. Молбата е одобрена и пенсията е отпусната от Министерския съвет на Царство България.
На 30 януари 1949 година е награден с указ № 79 на Президиума на Великото Народно събрание като участник в Септемврийското въстание.
Умира на 1 април 1952 година в Евренозово.